# イアン・リドパス
イアン・ウィリアム・リドパス (Ian William Ridpath、1947年5月1日 -、 エセックス イルフォード ）は、天文学の普及者として、また星座史の伝記作家として知られるイギリスの科学作家・番組出演者。 UFOの懐疑論者として、1980年12月のレンドルシャムの森事件を研究・解説した。 

## キャリア
リドパスはイルフォードのビール・グラマー・スクールに通い、学校誌のために天文記事を書いていた。出版業に身を投じる前はロンドン大学天文台の月研究グループの助手として働いていた。彼は現在ミドルセックスのブレントフォードに住んでいる。
彼は1970年代から1990年代にかけてLBCラジオの宇宙専門家であり、またBBC TVの番組「Breakfast」にも出演した。彼が最初にレンドルシャムの森事件を調査したのは「Breakfast」のためであった。地球外生命と星間旅行をテーマとする初期の著書『Worlds Beyond』(1975年)、『Messages from the Stars』 (1978年) 『Life off Earth』 （1983年）などでUFO研究に取り組んだが、やがて懐疑的となり、レンドルシャムの森事件についての調査結果はさらにUFO懐疑論者としての立場を補強することとなった。マリ共和国のドゴン族が高度な天文学的知識を持っていたとする、いわゆる「シリウスミステリー」に関しては、最も早い段階から懐疑的立場からの解説を発表していた。
彼は『オックスフォード天文学辞典』とNorton's Star Atlasの編集者であり、またThe Monthly Sky Guide やCollins Stars and Planets Guide のような観測ガイドの著者でもある。これらの観測ガイドは、オランダの星図製作者Wil Tirionによる星図付きで、共に四半世紀以上にわたって版が重ねられている。その他の著書として、星座の起源と神話についてのStar Tales、そして子供向けの本で第5版まで版を重ねているExploring Stars and Planets がある。その他、Dorling Kindersleyの百科事典『Universe』の寄稿者であり、またイギリスの季刊誌『Popular Astronomy』の編集にも携わっていた。2019年現在は天文学史学会の学会誌The Antiquarian Astronomerの編集者である。 
彼が製作したプラネタリウム番組『Planet Earth』は、1993年2月から1995年1月までロンドン・プラネタリウム (London Planetarium) で上映された。これは、ロンドン・プラネタリウムオリジナルのツァイス光学プロジェクタを使用した最後のプラネタリウム番組だった。
2016年に設立された国際天文学連合の恒星の固有名に関するワーキンググループ (WGSN) に、天文学史の研究者としてワーキンググループのメンバーに名を連ねている。

## 賞
2012年に彼は公衆の理解と天文学の評価への顕著な貢献のために太平洋天文協会のクルンプケ・ロバーツ賞を受賞した。1990年には『The Giant Book of Space』で「科学書のためのアベンティス賞 （8歳未満の児童書のカテゴリー）」を受賞した。 

## その他
彼は、1993年から1995年までの間ポリテクニック・マラソンのレースディレクターを務めた。その職にあった1994年、それまでポリテクニック・マラソンの勝者に授与されていた Sporting Life marathon trophy の所有権をめぐる論争に巻き込まれた。 
熱心な宇宙切手の収集家でもあり、アストロスペーススタンプ協会の会長でもある。

## 著書
- Stars and Planets Guide. Collins (UK). ISBN 978-0-00-823927-5. Princeton University Press (US). ISBN 978-0-691-17788-5.
- Monthly Sky Guide. Cambridge University Press. ISBN 978-0-521-13369-2.
- Gem Stars. Collins. ISBN 978-0-00-717858-2.
- Times Universe. Times Books. ISBN 978-0-00-716930-6.
- Exploring Stars and Planets. Philip's. ISBN 978-1-84907-144-4.
- Star Tales. Lutterworth. ISBN 978-0-7188-9478-8.
- Oxford Dictionary of Astronomy（編）. Oxford University Press. ISBN 978-0-19-921493-8.
- Norton’s Star Alas and Reference Handbook（編）. Dutton. ISBN 978-0-13-145164-3.